# Хьюитт, Линн
Линн Хью́итт (англ. Lynn Hewitt; род. Канада) — австралийская кёрлингистка.
В составе женской сборной Австралии участник семи Тихоокеанско-азиатских чемпионатов (лучший результат — трижды серебряные и дважды бронзовые призёры). Семикратный чемпион Австралии среди женщин. В составе смешанной парной сборной Австралии участник двух чемпионатов мира (оба раза заняли восемнадцатое место). В составе женской сборной ветеранов Австралии участник чемпионата мира 2013 (заняли тринадцатое место).

## Достижения
- Тихоокеанско-азиатский чемпионат по кёрлингу: серебро (1993, 1995, 1996), бронза (1998, 2001).
- Чемпионат Австралии по кёрлингу среди женщин: золото (1993, 1995, 1996, 1998, 2001, 2002, 2004).
- Чемпионат Австралии по кёрлингу среди смешанных пар: золото (2016, 2017), бронза (2011).

## Команды
| Сезон                                               | Четвёртый        | Третий             | Второй        | Первый        | Запасной                          | Турниры                          |
| --------------------------------------------------- | ---------------- | ------------------ | ------------- | ------------- | --------------------------------- | -------------------------------- |
| 1993—94                                             | Линн Хьюитт      | Christine Traquair | Ellen Weir    | Лин Гринвуд   | Audrey Bedford                    | ЧАЖ 1993 · ТАЧ 1993              |
| 1995—96                                             | Линн Хьюитт      | Linda Carter-Watts | Ellen Weir    | Лин Гринвуд   |                                   | ЧАЖ 1995 · ТАЧ 1995              |
| 1996—97                                             | Линн Хьюитт      | Linda Carter-Watts | Ellen Weir    | Лин Гринвуд   | Christine Traquair                | ЧАЖ 1996 · ТАЧ 1996              |
| 1998—99                                             | Линн Хьюитт      | Ellen Weir         | Sarah Herbert | Лин Гринвуд   | Сэнди Ганьон                      | ЧАЖ 1998 · ТАЧ 1998              |
| 2001—02                                             | Хелен Райт       | Линн Хьюитт        | Лин Гринвуд   | Ellen Weir    | Сэнди Ганьон                      | ЧАЖ 2001 · ТАЧ 2001              |
| 2002—03                                             | Хелен Райт       | Линн Хьюитт        | Лин Гринвуд   | Ellen Weir    | Сэнди Ганьон                      | ЧАЖ 2002 · ТАЧ 2002 (4 место)    |
| 2004—05                                             | Хелен Райт       | Линн Хьюитт        | Сэнди Ганьон  | Janet Cobden  | тренер: Гейл Манро (ТАЧ)          | ЧАЖ 2004 · ТАЧ 2004 (5 место)    |
| 2012—13                                             | Линн Хьюитт      | Ellen Weir         | Gwen Wills    | Jenny Riordan | тренер: Bob Franklin              | ЧМВ 2013 (13 место)              |
| 2025—26                                             | Roslyn Gallagher | Veronica Johns     | Carolyn Swan  | Линн Хьюитт   | Ellen Weir                        | ЧАЖ 2025 (4 место)               |
| Кёрлинг среди смешанных пар (mixed doubles curling) |                  |                    |               |               |                                   |                                  |
| 2011—12                                             | Линн Хьюитт      | Дин Хьюитт         |               |               |                                   | ЧАСП 2011                        |
| 2012—13                                             | Линн Хьюитт      | Дин Хьюитт         |               |               |                                   | ЧАСП 2012 (6 место)              |
| 2016—17                                             | Линн Хьюитт      | Дин Хьюитт         |               |               | тренер: Джей Мерчант (ЧМСП)       | ЧАСП 2016 · ЧМСП 2017 (18 место) |
| 2017—18                                             | Линн Хьюитт      | Дин Хьюитт         |               |               | тренер: Пит Манасантивонгс (ЧМСП) | ЧАСП 2017 · ЧМСП 2018 (18 место) |
| 2018—19                                             | Линн Хьюитт      | Дин Хьюитт         |               |               |                                   | [ 3 ]                            |

(скипы выделены полужирным шрифтом)

## Частная жизнь
Родилась и выросла в Канаде, где с детства играла в кёрлинг; когда она вышла замуж за австралийца Стивена Хьюитта и они в 1988 переехали в Австралию, Стивен тоже начал играть в кёрлинг, в том числе выступал и в составе сборных Австралии (один из международных турниров, в которых он участвовал, был демонстрационный турнир по кёрлингу на зимних Олимпийских играх 1992).
Их сын Дин — тоже кёрлингист, чемпиона Австралии среди мужчин, многократный чемпион Австралии среди смешанных пар. Дин и Линн часто играют вместе в смешанных парах; они выступали как смешанная парная команда Австралии в чемпионатах мира среди смешанных пар 2017 и 2018 — и им не мешала разница в их возрасте, превышающая 30 лет.